# Piotr Dubrov
Piotr Valérievich Dubrov (en ruso: Пётр Валерьевич Дубров) (nacido el 30 de enero de 1978) es un ingeniero y cosmonauta ruso seleccionado por Roscosmos en 2012.

## Temprana edad y educación
Dubrov nació el 30 de enero de 1978 en Jabárovsk, Rusia. Asistió a la escuela secundaria n. ° 13 de Jabárovsk y luego estudió en la Universidad Técnica Estatal de Jabárovsk, donde se graduó en 1999 con un título en Software para Ingeniería Informática y Sistemas Automatizados. Después de graduarse, pasó a trabajar como ingeniero de software senior en CBOSS Development International LLC.

## Carrera cosmonauta

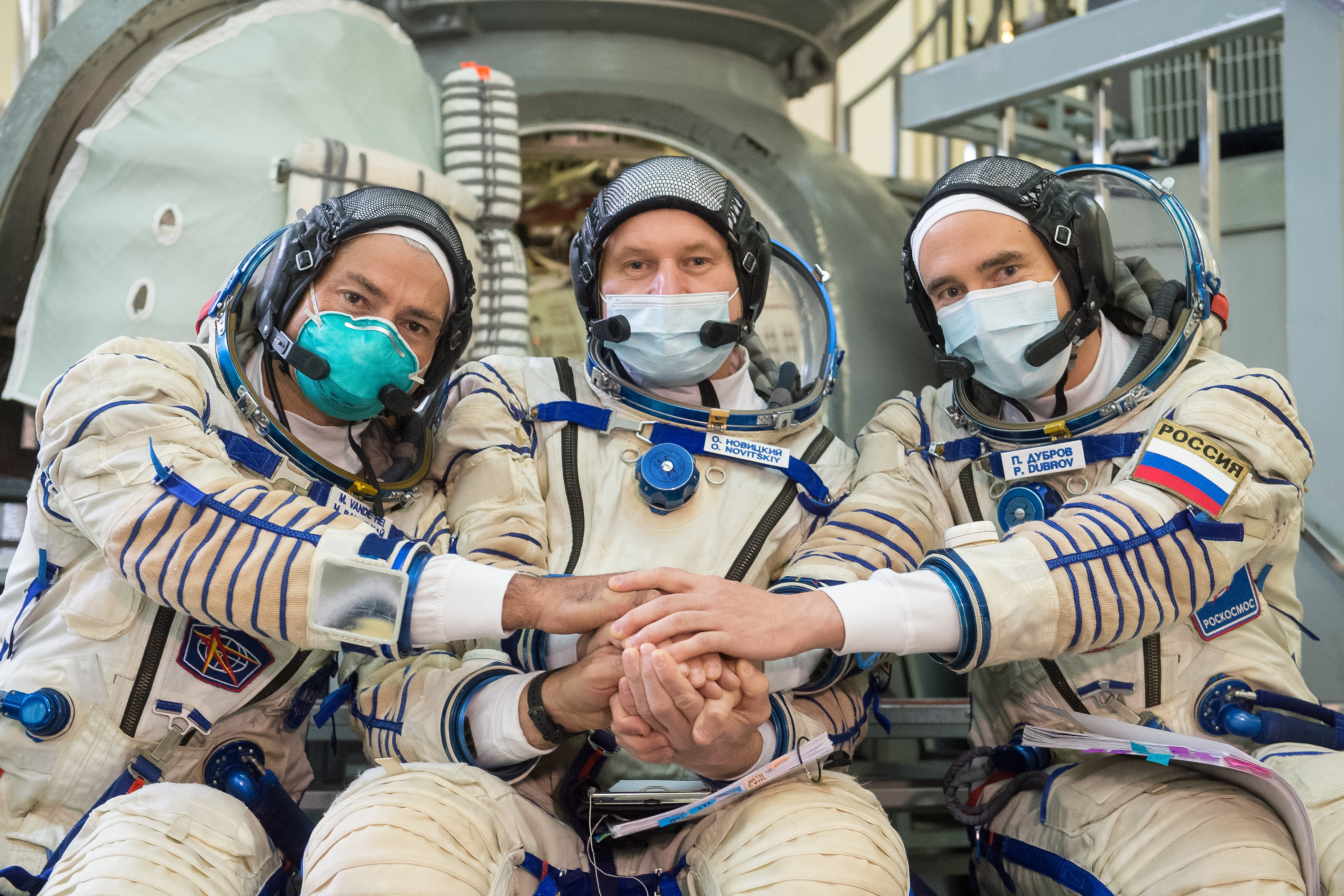
De izquierda a derecha los astronautas Mark Vande Hei, Oleg Novitskiy, y Piotr Dubrov en el Centro de Entrenamiento de Cosmonautas Gagarin, en la Ciudad de las Estrellas, a las afueras de Moscú, en septiembre de 2020.

Dubrov fue seleccionado por Roscosmos como cosmonauta el 8 de octubre de 2012, como uno de los ocho cosmonautas seleccionados como parte del grupo de selección de 2012 de Roscosmos. Incluida en su grupo estaba Anna Kikina, una de las pocas cosmonautas seleccionadas por la agencia.
Dubrov y sus siete compañeros de grupo comenzaron a entrenar en el Centro de Entrenamiento de Cosmonautas Gagarin el 29 de octubre de 2012. Del 4 de febrero al 6 de febrero de 2013 participó en un entrenamiento de supervivencia invernal junto a los cosmonautas Anna Kikina y Oleg Blinov, entrenando para un improbable aterrizaje de emergencia Soyuz en que tripulaciones de rescate no puedan llegar a la nave espacial durante varios días. Se graduó de la formación de cosmonautas el 15 de julio de 2014.
En 2020 fue asignado a la tripulación de respaldo de Soyuz MS-17, respaldando al cosmonauta ruso Serguéi Kud-Sverchkov como ingeniero de vuelo en la Expedición ISS 63/64. En medio de la pandemia COVID-19 de 2020, viajó al Centro Espacial Johnson en Houston, Texas, para entrenarse en el segmento estadounidense de la Estación Espacial (USOS).
En noviembre de 2020, fue designado ingeniero de vuelo de la tripulación principal del Soyuz MS-18 por decisión de la Comisión Interdepartamental para la Selección de Cosmonautas y en marzo de 2021 fue aprobado como parte de la tripulación de las expediciones 65/66. El 9 de abril a las 10:42, hora de Moscú, realizó su primer vuelo al espacio como ingeniero de vuelo No. 1 de la Soyuz MS-18, y de la tripulación de la Estación Espacial Internacionalcomo parte del programa principal de expediciones espaciales ISS-64/65/66. 
Su estadía en la Estación Espacial Internacional fue de 355 días, estableciendo un récord de duración de un vuelo espacial en el programa ISS entre los rusos. Su regreso a la tierra se realiza en la Soyus MS-19 el 30 de marzo a las 14:28 horas de Moscú, aterrizando el módulo de la nave tripulada en un área calculada del territorio de Kazajstán. 

## Rodaje en el espacio

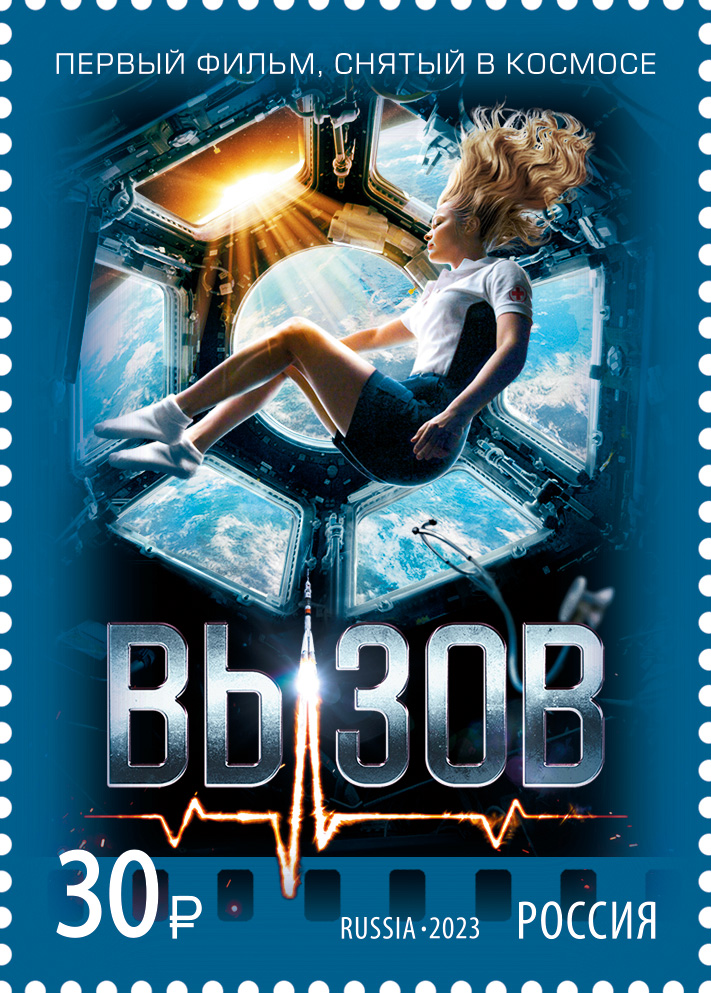
Sello ruso con el póster de la película.

Para el rodaje de la película Visov (en ruso: Вызов, lit. 'El Reto'), primera película largometraje de ficción en la historia rodada en el espacio, viajaron a la Estación Espacial Internacional el director Klim Shipenko y la actriz Yulia Peresild. Allí se encontraba Dubrov que colaboró en el rodaje e hizo un pequeño papel.